# Garcon Point
Garcon Point ist  ein census-designated place (CDP) im Santa Rosa County im US-Bundesstaat Florida. Das U.S. Census Bureau hat bei der Volkszählung 2020 eine Einwohnerzahl von 457 ermittelt. 

## Geographie
Garcon Point liegt rund 15 km westlich von Milton sowie etwa 20 km nördlich von Pensacola. Der CDP wird von der Florida State Road 281 tangiert.

## Demographische Daten
Laut der Volkszählung 2010 verteilten sich die damaligen 347 Einwohner auf 176 Haushalte. 91,6 % der Bevölkerung bezeichneten sich als Weiße, 2,9 % als Afroamerikaner, 0,6 % als Indianer und 2,0 % als Asian Americans. 1,4 % gaben die Angehörigkeit zu einer anderen Ethnie und 1,4 % zu mehreren Ethnien an. 3,7 % der Bevölkerung bestand aus Hispanics oder Latinos.
Im Jahr 2010 lebten in 29,2 % aller Haushalte Kinder unter 18 Jahren sowie 21,5 % aller Haushalte Personen mit mindestens 65 Jahren. 70,8 % der Haushalte waren Familienhaushalte (bestehend aus verheirateten Paaren mit oder ohne Nachkommen bzw. einem Elternteil mit Nachkomme). Die durchschnittliche Größe eines Haushalts lag bei 2,41 Personen und die durchschnittliche Familiengröße bei 2,75 Personen.
23,4 % der Bevölkerung waren jünger als 20 Jahre, 20,8 % waren 20 bis 39 Jahre alt, 34,1 % waren 40 bis 59 Jahre alt und 21,9 % waren mindestens 60 Jahre alt. Das mittlere Alter betrug 44 Jahre. 51,0 % der Bevölkerung waren männlich und 49,0 % weiblich.
Das durchschnittliche Jahreseinkommen lag bei 64.766 $, dabei lebte niemand unter der Armutsgrenze.